# BMW i8
El BMW i8 es un automóvil deportivo híbrido eléctrico producido por el fabricante alemán BMW entre los años 2014 y 2020.
El modelo 2015 tiene una batería de 7,1 kWh constituida por iones de litio que tiene una autonomía eléctrica de 37 kilómetros en el marco del Nuevo Ciclo de Conducción Europeo (NEDC, por sus siglas en inglés). En el marco del ciclo de la Agencia de Protección Ambiental de Estados Unidos (EPA), la autonomía en modo EV es 24,14 kilómetros con una pequeña cantidad de consumo de gasolina. El diseño está fuertemente influenciado por el BMW M1 Hommage Concept (que es en sí, un concepto retro del M1 original). 
El BMW i8 alcanza los 100 km/h en 4,4 segundos y tiene una velocidad máxima de 250 km/h. Tiene una eficiencia de consumo de combustible de 2,1 en el marco de la prueba NEDC con emisiones de carbono de 49 g/km. EPA calificó al i8 con una economía de combustible combinado de 76 equivalentes (MPG-equivalente) (3.1 L de gasolina equivalente/100 km; 91 mpg-imp equivalente en gasolina) y 29 millas por galón "cuando se ejecuta en modo de gasolina pura (después de que la batería se drene completamente).
El concepto inicial de un automóvil turbo diésel se dio a conocer en 2009 en el Salón Internacional del Automóvil de Alemania. La versión de producción del BMW i8 se dio a conocer en 2013 en la demostración de automóviles Frankfurt. El i8 fue lanzado en Alemania en junio de 2014. Las entregas a clientes minoristas en los EE. UU. comenzaron en agosto de 2014. Los principales mercados de venta son los Estados Unidos, el Reino Unido y Alemania.
En diciembre de 2019, BMW anunció haber fabricado la unidad 20.000 del i8. En enero de 2020, la marca anunció que en el mes de abril de ese mismo año se finalizaría su producción, poniendo así punto final a una etapa de prácticamente seis años.

## Historia
Debido a que el BMW M1 (1978) se consideró un fracaso comercial (solo se produjeron 453), BMW fue extremadamente cautelosa en la producción de un nuevo coche de producción con motor central. Coches conceptuales como el BMW Italdesign Nazca C2 (1992) mantienen el interés del público en un motor central de BMW, solo se decidió construir el BMW M1 Hommage en respuesta a la retro-manía. El renovado interés del público, convenció a BMW para volver a perseguir la idea de '' motor central '', y fue así como BMW dio a conocer el concepto VEDIC a un público entusiasta.
El i es parte del "Proyecto i" de BMW y está en el mercado como una nueva marca, el BMW i se vende por separado del BMW o del mini. El BMW i3, fue lanzado para los clientes al por menor en Europa en el cuarto trimestre de 2013, fue el primer modelo de la marca i disponible en el mercado, y fue seguido por el i8, lanzado en Alemania en junio de 2014, como un modelo del año 2015. Se esperan nuevos modelos i.
El primer coche de concepto turbo diésel se dio a conocer en 2009 el Salón del Automóvil de Fráncfort. En 2010, BMW anunció la producción en serie de la Visión del Concepto de Dinámica Eficiente como lo es el BMW i8 en Leipzig a principios del 2013. El automóvil BMW i8 de gasolina destinado la producción fue presentado en el Salón de Frankfurt en 2011. La versión de producción del BMW i8 se dio a conocer en el Show Internacional de Autos de Alemania en 2013. Los siguientes son los modelos de concepto y preproducción desarrollados por BMW que precedieron a la versión de producción.
La marca anunció en enero de 2020 que en el mes de abril de 2020 BMW finalizaría su producción, poniendo así punto final a una etapa de prácticamente seis años que pueden considerarse un éxito.

## Variantes

### BMW "Vision Efficient Dynamics" (2009)

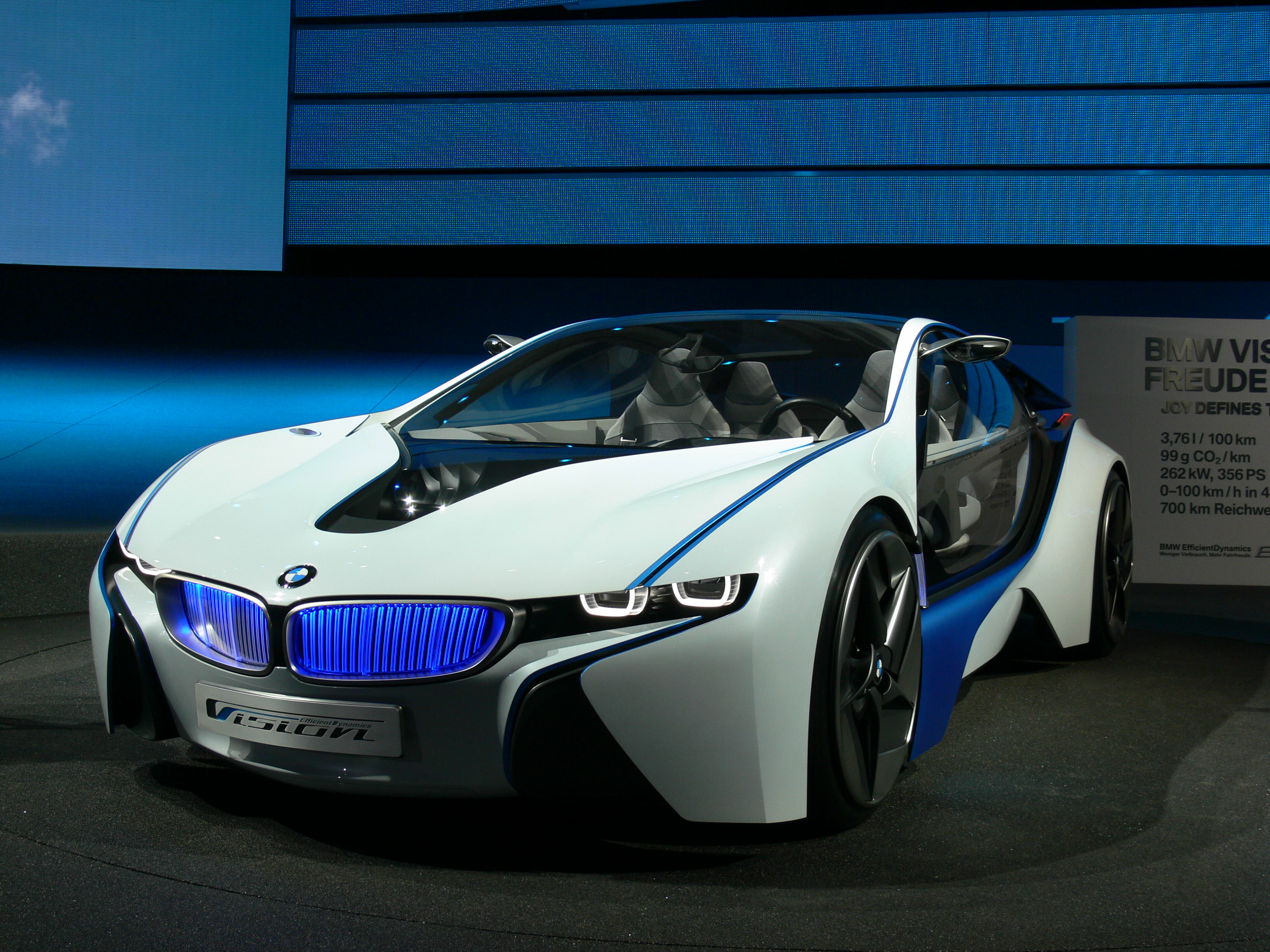
Vehículo concepto "Vision Efficient Dynamics" lanzado en 2009 en el Salón Internacional del Motor de Alemania.

BMW Vision Efficient Dynamics automóvil conceptual es un híbrido con un motor de tres cilindros para turbodiesel. Adicionalmente, tiene dos motores eléctricos con 139 hp. Esto permite tener una aceleración de 100 km/h en 4,8 segundos y una velocidad electrónicamente regulada de 250 km/h.
El chasis ligero está hecho principalmente de aluminio. Los parabrisas, la parte superior, puertas y defensas están hechos de cristal de policarbonato, con el cuerpo que tiene un coeficiente aerodinámico de 0'26.
Los diseñadores encargados del BMW i8 fueron Mario Majdandzic para el exterior y Jochen Paesen para el diseño interior.
El vehículo se lanzó en 2014 en Alemania,  seguido por el lanzamiento en China.

### Concepción del BMW i8 (2011)

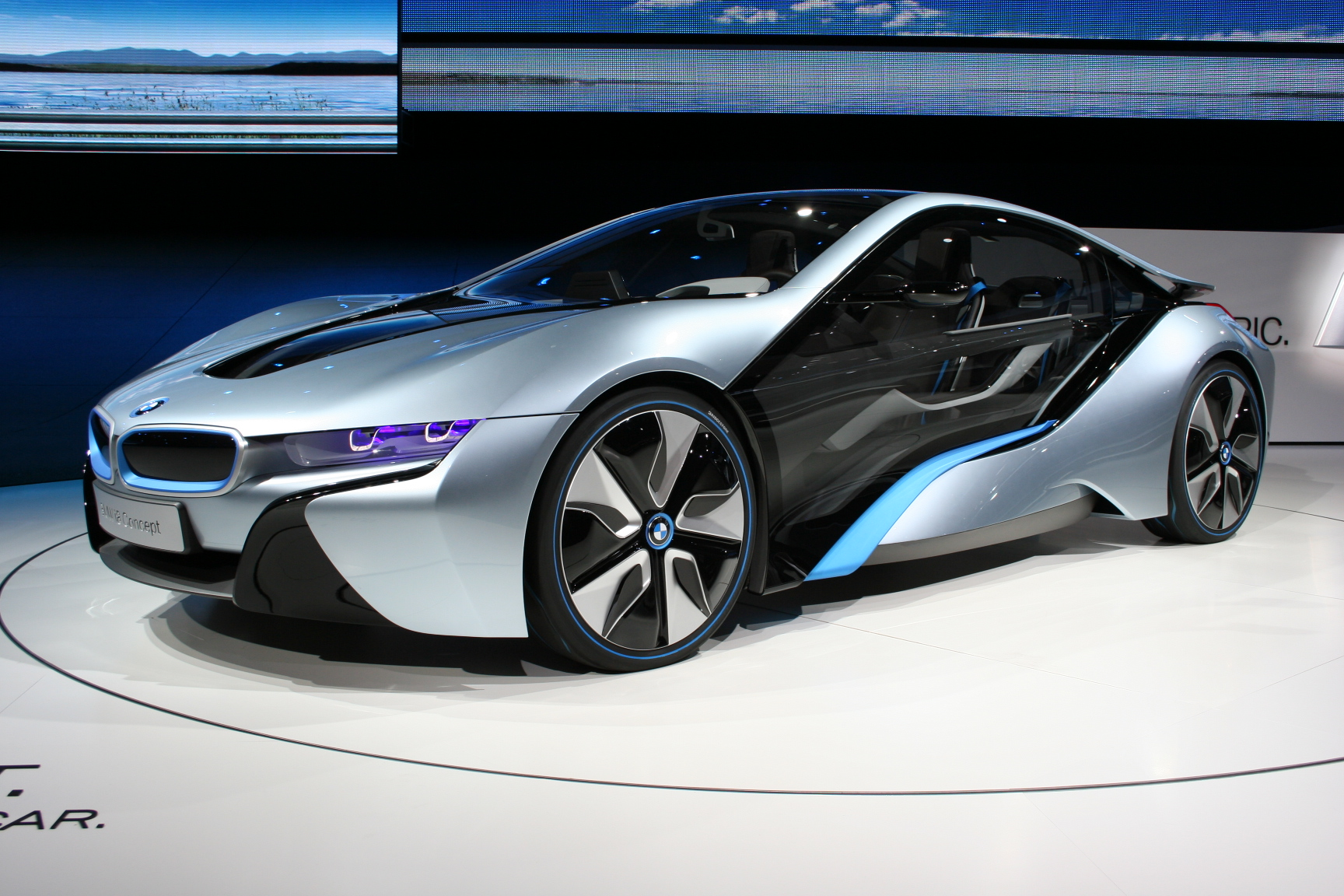
BMW i8 concepto exhibido en el International Motor Show Germany, en 2011.

El concepto del BMW i8 vehículo híbrido-eléctrico incluye un motor eléctrico localizado en el eje delantero alimentando las ruedas delanteras a 96 kilovatios y 250, un motor turbo de 1.5 litros motor de gasolina ruedas traseras de conducción de 3 cilindros nominal de 164 kilovatios y 300 de esfuerzo de torsión con un rendimiento combinado de 260 kilovatios y 550 un 7.2 litros con paquete de batería de iones de litio. Las cuatro llantas proveen un frenado regenerativo. La ubicación de la batería  en el túnel de la energía da al vehículo un centro de gravedad bajo, mejorando su dinamismo. Bajo condiciones normales de manejo se espera que el i8 entregue 80 en el marco del Ciclo Europeo. Una carga completa de la batería toma aproximadamente menos de 2 horas utilizando 220 V. La posición del motor y de máquina sobre los ejes resulta en una distribución óptima del peso 50/50.
Este prototipo fue presentado en la película Misión: Imposible - Protocolo Fantasma.

### BMW i8 prototipo de cupé (2013)
El diseño del prototipo de cupé del BMW i8 está basado en el concepto. El prototipo del BMW i8 tiene un promedio de eficiencia de combustible 2.5 veces menor que el marco del Nuevo Ciclo de Manejo Europeo con emisiones de carbono menos a 59 g/km. El i8 con su plástico reforzado con fibra de carbono (CFRP) habitáculo ligero, cuerpo aerodinámicamente optimizado, y la tecnología BMW edrive ofrece el comportamiento dinámico de un coche deportivo, con una esperada 0 tiempo de sprint de menos de 4'5 segundos utilizando ambas fuentes de alimentación. El BMW i8 es el primer modelo de producción de BMW en ser accionado por un motor de gasolina de tres cilindros y la salida resultante específica de 115 kilovatios (154,21754021704 HP) por litro de desplazamiento, está a la par de los motores de autos deportivos de alto rendimiento y es el más alto de cualquier motor producido por el Grupo BMW.

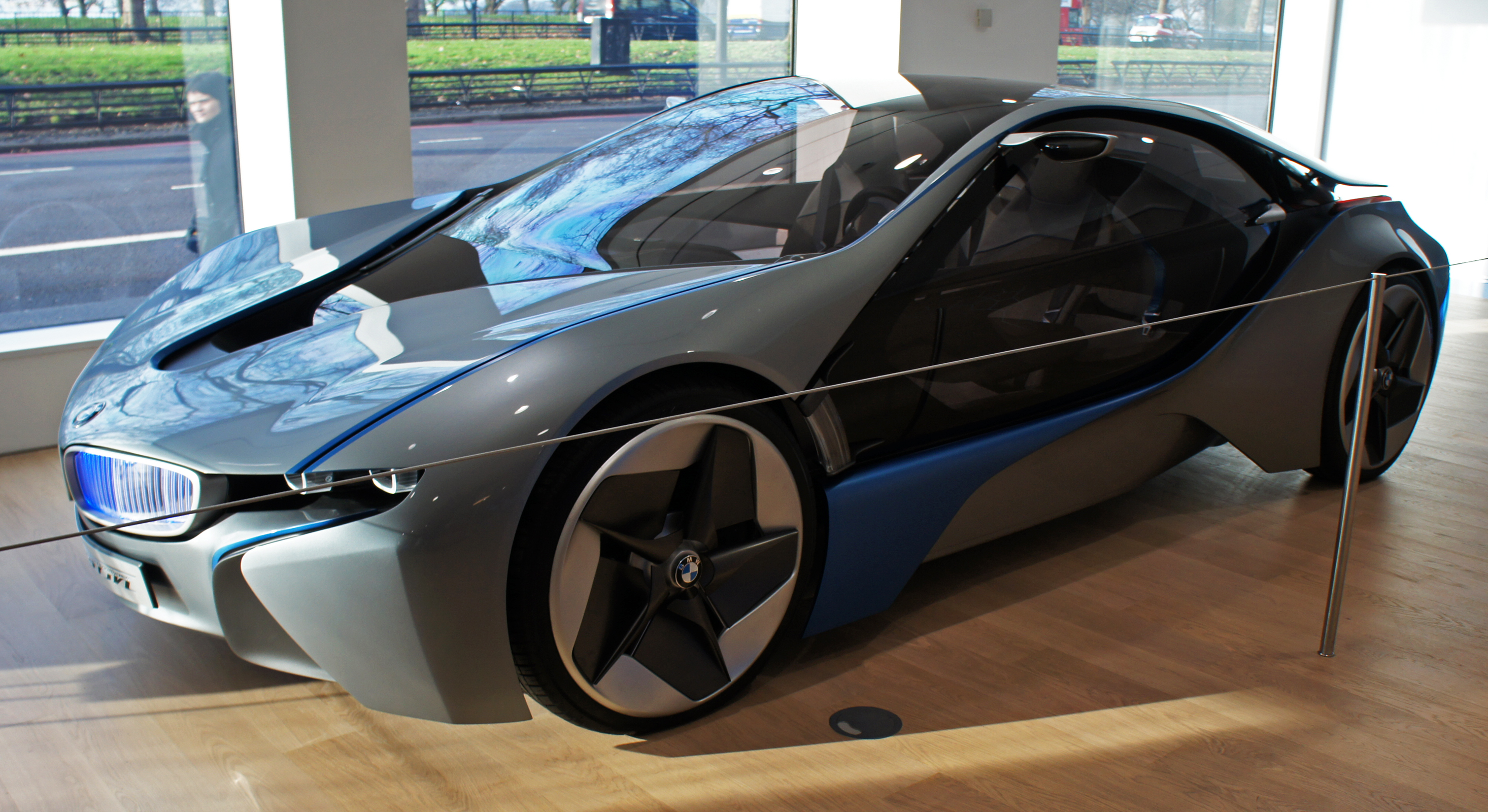
Prototipo del BMW "Vision Efficient Dynamics" exhibido en la tienda BMW i en Park Lane, Londres.

La segunda fuente de energía del BMW i8 es un motor eléctrico síncrono híbrido especialmente desarrollado y producido por el grupo de BMW para BMW i. El motor eléctrico tiene una potencia máxima de 131 CV (96 kW) y produce su par máximo de alrededor de 320 desde el punto muerto. Típico de un motor eléctrico, la potencia sensible está inmediatamente disponible cuando se inicia y esto continúa en los rangos de carga más altos. Así como proporcionar un impulso de energía para ayudar al motor de gasolina durante la aceleración, el motor eléctrico puede accionar el vehículo por sí mismo. La velocidad máxima en modo eléctrico es de aproximadamente 120 Kilómetros por hora, con un campo de prácticas máximo de hasta 35 Kilómetros. La aceleración lineal se mantiene incluso a velocidades más altas ya que la interacción entre las dos fuentes de energía absorbe eficientemente cualquier interrupción en el flujo de energía cuando existe un cambio de marchas. La versión específica del modelo de la batería de iones de litio de alto voltaje de 7.2 tiene un sistema de refrigeración líquida y se puede recargar en una toma de corriente doméstica convencional, en una caja de pared de un BMW i o en una estación de carga pública. En Estados Unidos una recarga completa tarda aproximadamente 3,5 horas en un circuito convencional de 120 voltios, uno de hogar de 12 amperios y 1,5 horas a partir de un cargador de 220 V Nivel 2.
El conductor puede seleccionar varios modos de conducción: SPORT, COMFORT y ECO PRO. Con el uso de la palanca de cambios, el conductor puede ya sea seleccionar la posición D para la selección de marchas automatizado o puede cambiar a modo SPORT. El modo deportivo ofrece la selección de marchas manual y, al mismo tiempo cambia a la unidad y la configuración de suspensión a deportivo. En el modo Sport, el motor y el motor eléctrico ofrecen un rendimiento adicional, la respuesta del acelerador es más rápida y el aumento de potencia del motor eléctrico se maximiza.Y para mantener la batería cargada, el modo SPORT también activa la máxima recuperación de energía de frenado durante la rotación libre y el funcionamiento del generador de motor eléctrico, que recarga la batería utilizando la energía cinética, cambia a un entorno más potente. El switch del Control de Experiencia Manejo en la consola central ofrece una opción de dos configuraciones. En el arranque, el modo confort se activa, lo que ofrece un equilibrio entre el rendimiento deportivo y la eficiencia de combustible, con acceso sin restricciones a todas las funciones de confort. De manera alternativa, el modo ECO PRO se puede acoplar, el cual, en el BMW i8 como en otros modelos, es compatible con un estilo de conducción de eficiencia optimizada. En este modo, el controlador de tren de potencia coordina la cooperación entre el motor de gasolina y el motor eléctrico para la máxima economía de combustible. En la deceleración, el sistema de gestión de energía inteligente decide automáticamente de acuerdo con el estado de la situación y de la conducción del vehículo, ya sea recuperar la energía de frenado o de costa con el tren de potencia desacoplada. Al mismo tiempo, el modo ECO PRO también programa funciones de confort eléctricos, tales como el aire acondicionado, calefacción de asientos y espejos con calefacción para operar en el consumo de energía mínimo, pero sin comprometer la seguridad. El campo de prácticas máximo del BMW i8 en un depósito de combustible lleno y una batería completamente cargada que es más de 500 Kilómetros en el modo CONFORT, que se puede aumentar hasta un 20% en el modo ECO PRO. El modo ECO PRO del BMW i8 también se puede utilizar durante el funcionamiento totalmente eléctrico. El vehículo es entonces alimentado únicamente por el motor eléctrico. Solo si la carga de la batería cae por debajo de un nivel dado, o bajo la aplicación del acelerador de maera repentina como kick-down, el motor de combustión interna se activa automáticamente
El vehículo se dio a conocer en la pista de pruebas de Miramas del Grupo BMW en Francia.

## Versión de producción
La producción del BMW i8 fue diseñada por Benoit Jacob. Esta versión fue lanzada en 2013 en el Salón Internacional del Automóvil de Alemania, seguido en 2013 por Les Voiles de Saint-Tropez. Cuenta con puertas de mariposa, pantalla head-up, cámaras de visión trasera y ruido del motor parcialmente falso. La producción en serie de vehículos para los clientes comenzó en abril de 2014. Es el primer coche de producción con luces láser, que tienen un mayor alcance que las luces LED.
El i8 tiene un peso bajo 1.485 kilogramos, y además un coeficiente aerodinámico (Cx) de 0'26. En versión Sport el i8 ofrece una aceleración de gama media de 80 a 120 km/h en 2,6 segundos. La velocidad máxima controlada electrónicamente es de 250 Kilómetros por hora.

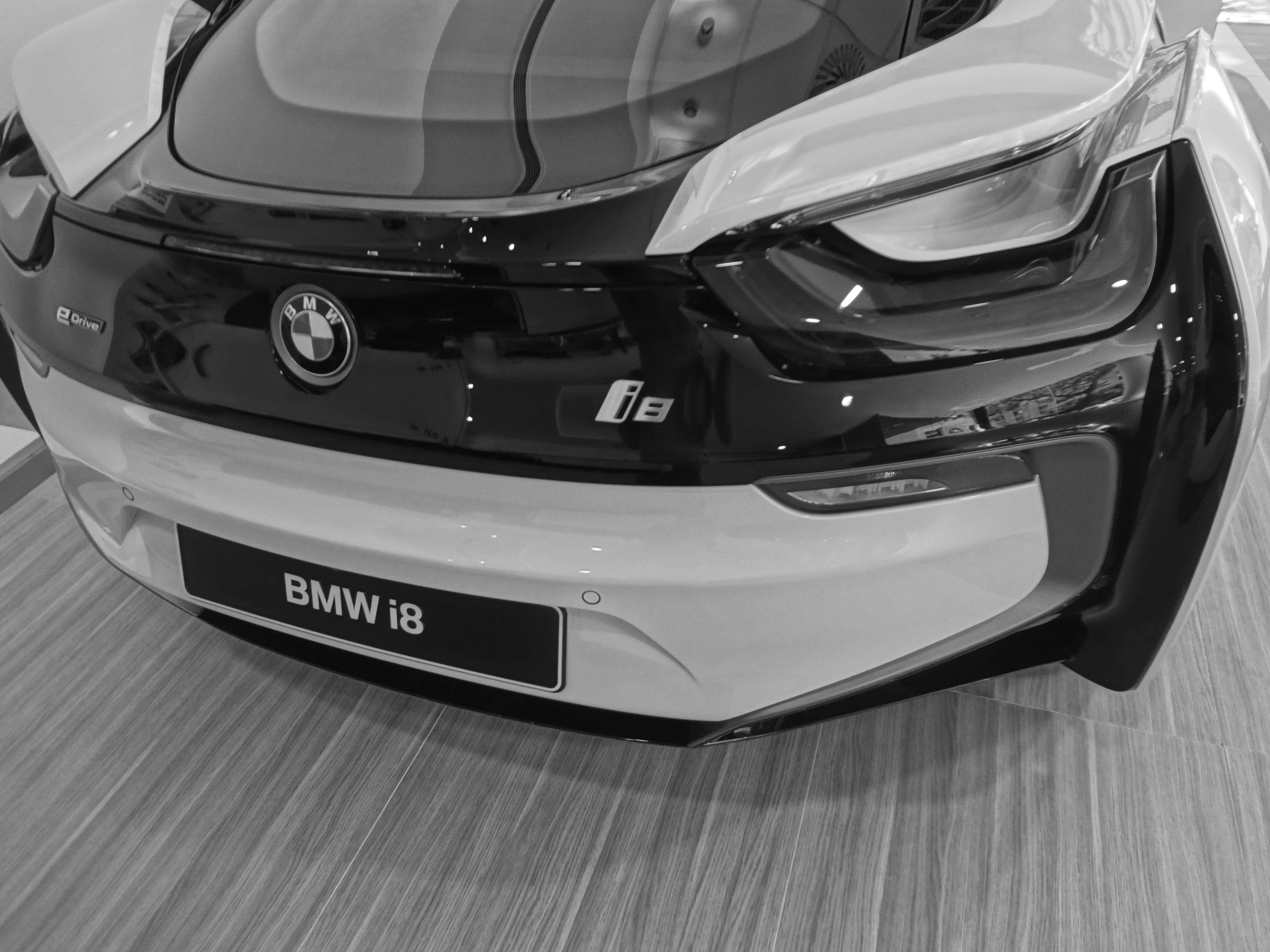
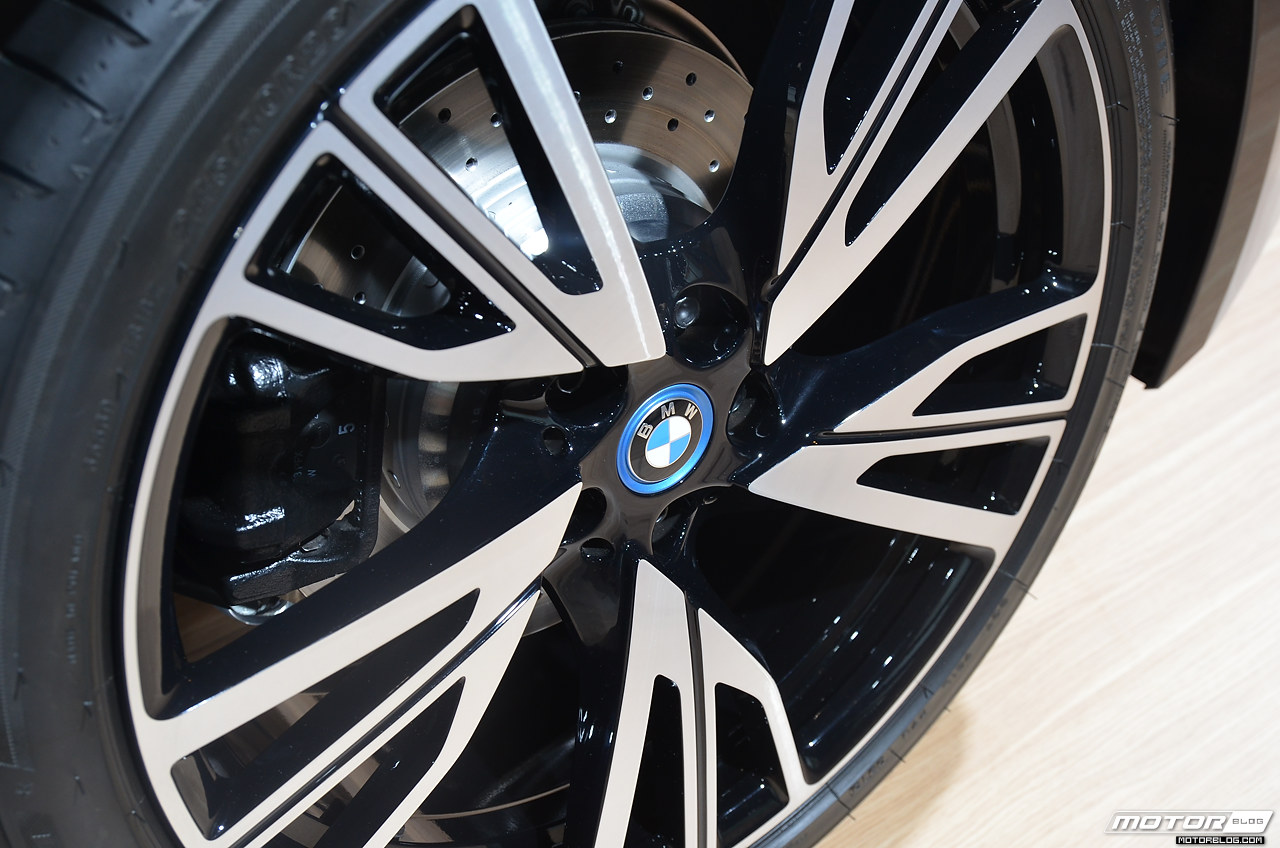
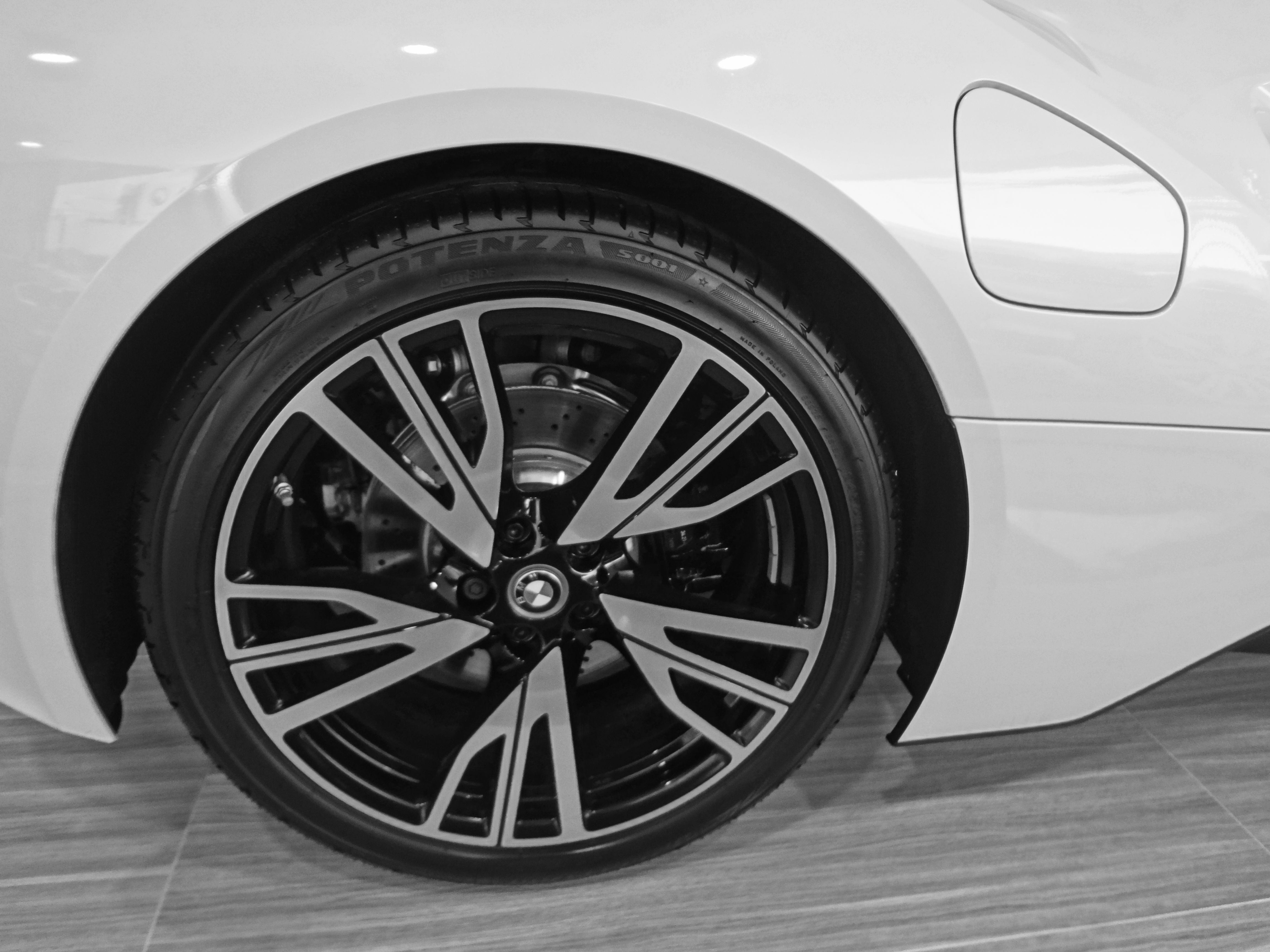
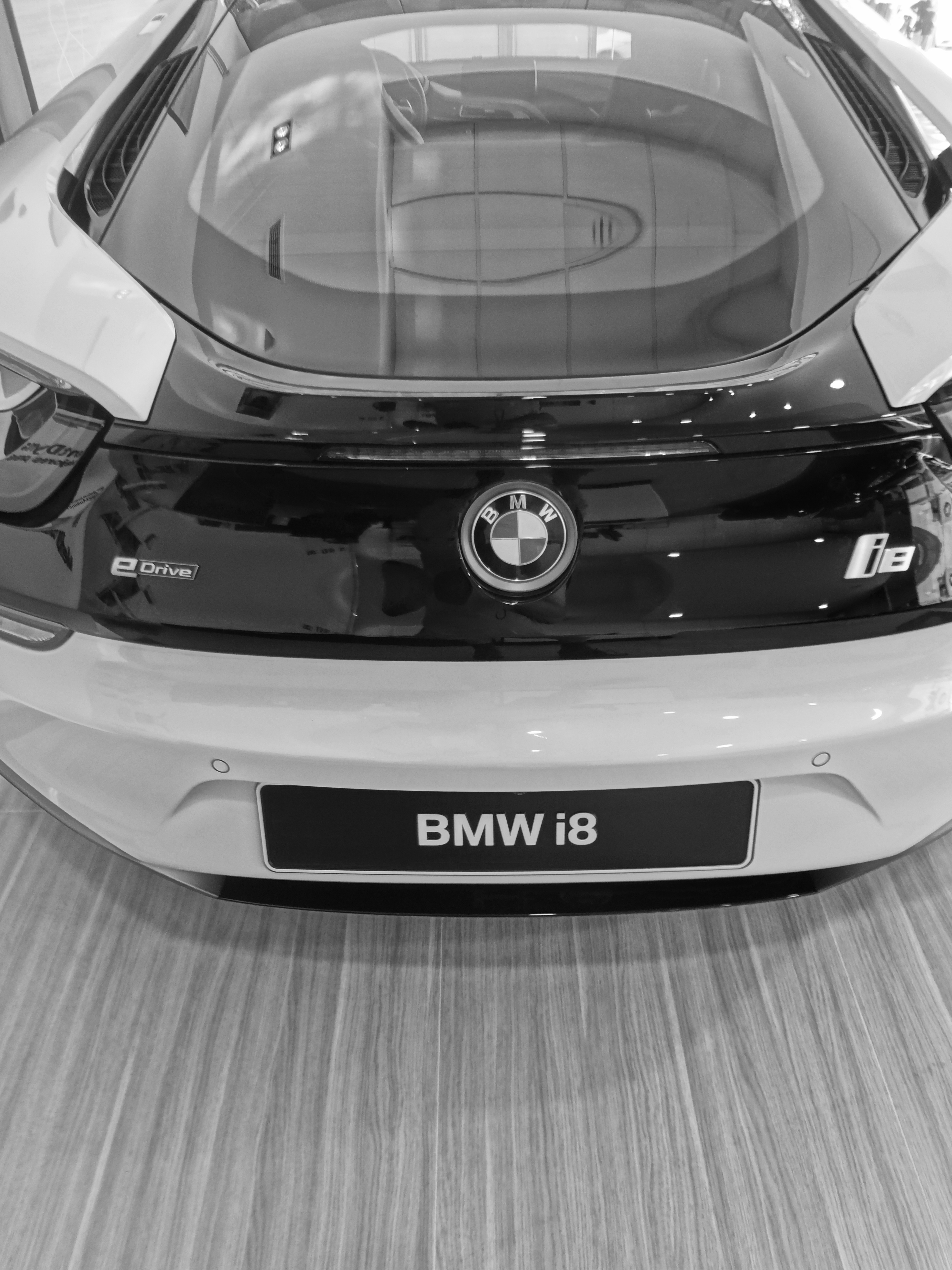

### Rango y economía de combustible
La producción del i8 tiene una batería de iones de litio de 7'1 kWh con una capacidad útil de 5.2 kWh y gestión inteligente de energía que entrega un rango eléctrico de 37 Kilómetros en el marco del ciclo NEDC. La versión de producción tiene una eficiencia de combustible de 2.1 conforme a la prueba NEDC con emisiones de carbono de 49 g/km. Bajo el ciclo de la EPA, la economía de combustible combinado del i8 en modo EV fue calificado con 76 equivalentes (MPG-equivalente) (3.1 L de gasolina equivalente/100 km; 91 equivalentes de gasolina mpg-imp), con un consumo de energía de 43 kW-h/100 mi y el consumo de gasolina de 0,1 gal-US/100 mi. El consumo combinado de combustible cuando se ejecuta solamente con gasolina es 28 para conducción urbana, y 29 en carretera.
La edición de 2014 del "Light-Duty Automotive Technology, Carbon Dioxide Emissions, and Fuel Economy Trends" de la Agencia de Protección Ambiental de Estados Unidos introdujo factores de utilidad para los híbridos plug-in para representar el porcentaje de millas que se impulsa a través de la electricidad por un conductor medio, en modo individual o con mezclado eléctrico. El BMW i8 tiene un factor de utilidad en modo EV del 37%, en comparación con 83% para el BMW i3 Rex, 66% para el Chevrolet Volt, el 65% para el Cadillac ELR, el 45% de los modelos Ford Energi, 43% para el McLaren P1, el 39% para el Porsche Panamera S Hybrid-e, y 29% para el Toyota Prius PHV.

### Motores
| Modelo | Años  | Tipo/código               | Potencia, torque@rpm                           |
| ------ | ----- | ------------------------- | ---------------------------------------------- |
| i8     | 2014– | 1499 cc I3 turbo B38A15T0 | 231 PS (170 kW; 228 hp) a 5800, 320 N·m a 3700 |
| i8     | 2014– | Motor síncrono híbrido    | 131 PS (96 kW; 129 hp) a ?, 250 N·m a 0rpm     |

### Edición especial
La edición especial del BMW i8 modelo protonic, edición roja se dará a conocer en el 2016 Salón Internacional de Ginebra. La edición Protonic roja será producida en la planta de BMW de Leipzig a partir de julio de 2016. Este coche de edición especial Protonic tendrá un acabado en pintura rojo con los acentos en gris metálico. El esquema de colores se complementa con el del BMW W-470, radios de las llantas de aleación pintadas en órbita de gris metálico con cubos pintados en aluminio mate y neumáticos de varios tamaños (frontal: 215/45 R20, 245/40 R20 traseros). El interior del coche cuenta con el rojo de dos costuras y aplicaciones en fibra de carbono de alto grado y cerámica.

## Ventas y mercados

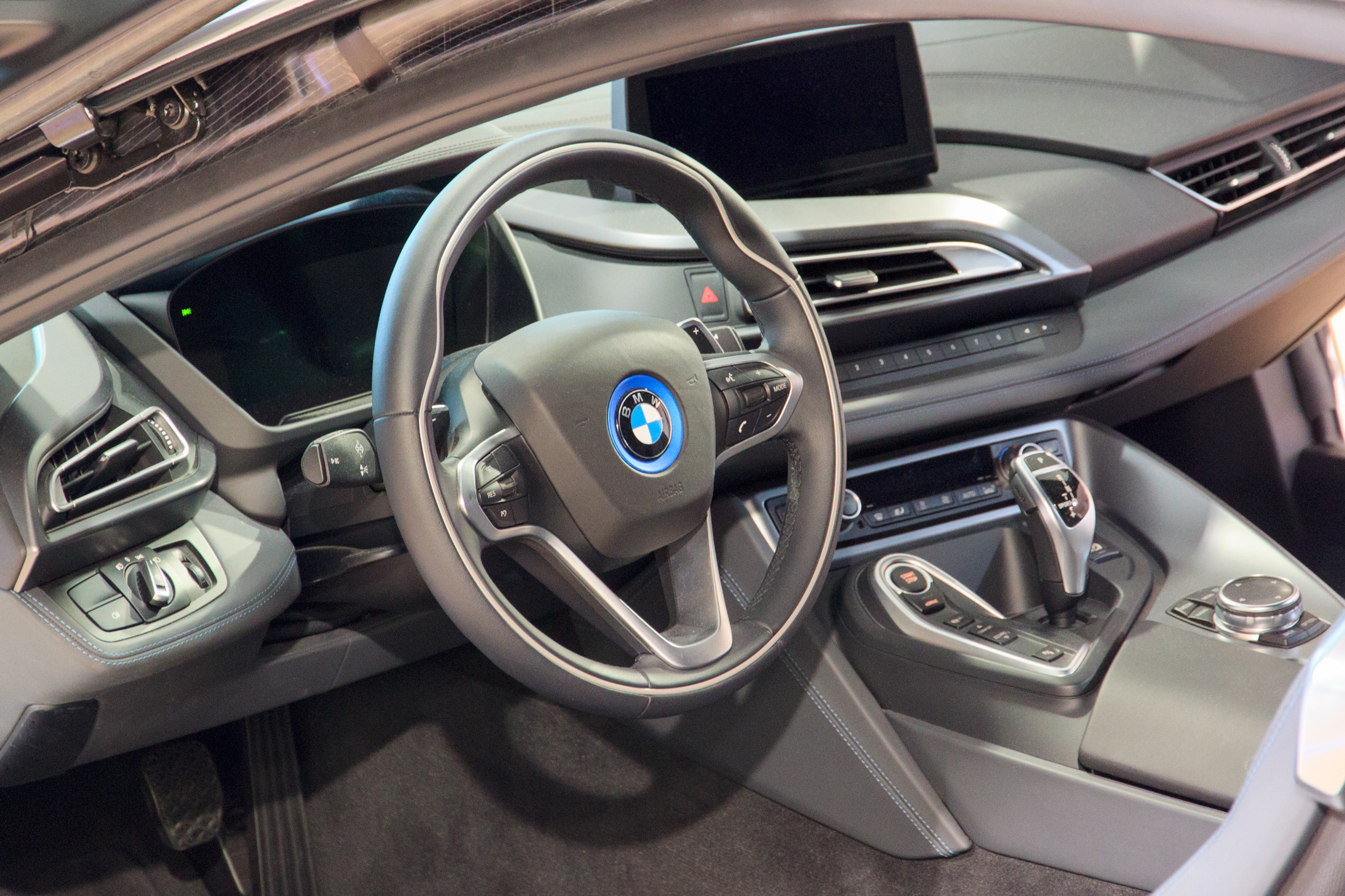
Interior del BMW i8 2014

BMW planea vender el i8 en alrededor de 50 países, con los EE. UU. espera que sea el mayor mercado de ventas. En Europa, BMW espera que el Reino Unido, Alemania y Francia, sean los principales mercados. El 14 de noviembre de 2013, BMW anunció que estaban tomando pedidos para el i8 en Japón. Los precios comenzaron en 19.170.000 yenes (US $191,500), lo cual incluye el impuesto al consumo del 8%.
Las entregas globales a los clientes al por menor ascendieron a 1.741 unidades en 2014, y 5,456 en 2015, con un total de ventas acumuladas de 7.197 unidades en todo el mundo hasta diciembre de 2015. En 2015 las ventas mundiales de la BMW i8 superaron la cifra combinada de todos los otros coches deportivos híbridos producidos por otros fabricantes.

### Australia
Las entregas en Australia para el i8 comenzaron en marzo del año 2015 a un precio de 299.000 dólares australianos. 50 ejemplos locales de los i8 se asignan para Australia, con 15 de los que ya cuenta. A diferencia del proceso de ventas internacionales, cuando el i3 y el i8 son vendidos en tiendas dedicadas a los BMW i. Australia tiene seis distribuidores dedicados en todo el país que fueron autorizados para vender el i8. Las concesionarias de BMW incluyen Melbourne (Southbank), BMW Sydney (Rushcutters Bay), Brisbane BMW (Fortitude Valley), Perth Auto Classic (Victoria Park), Adelaida de BMW (Sur de la Capital Australiana) y Rolfe clásico (Phillip).
Servicio y reparación de instalaciones para el BMW i8 estarán disponibles en 11 concesionarias BMW autorizadas en toda Australia.

### India

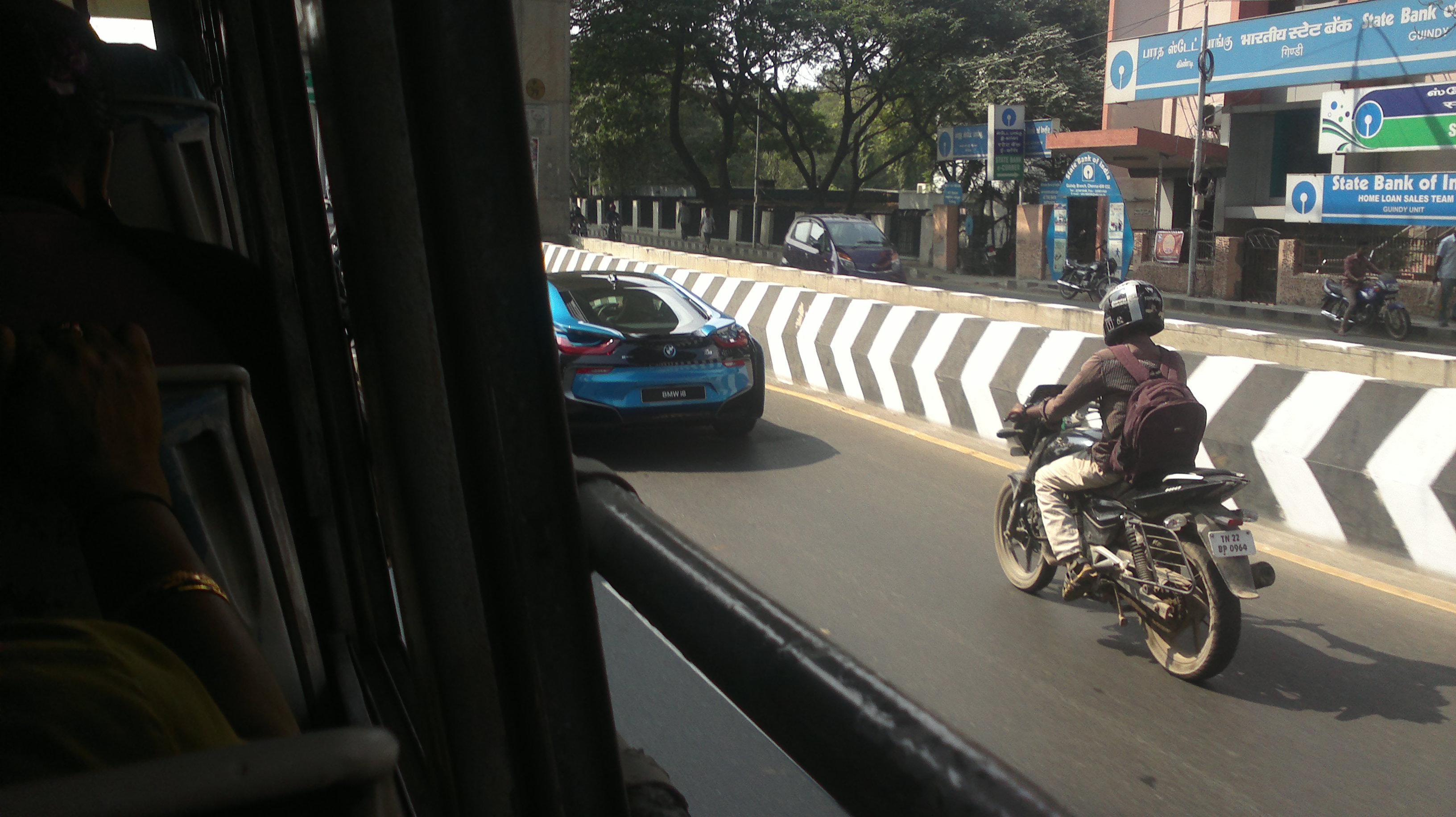
BMW i8 en Chennai

BMW introdujo cuatro variantes de i8 en el mercado de la India en febrero de 2015. Esta fue la ofrenda más costoso de BMW en el país a un precio de 2,29 millones de rupias. El coche se vende a través de concesionarias exclusivas de BMW i establecidas en las ciudades de Madrás, Delhi y Bombay.

### Europa
Un total de 60 unidades fueron entregadas en Europa en junio de 2014, en su primer mes en el mercado. IHS Automotive predijo que algo más de 1.700 BMW i8 serían vendidos en Europa en 2015.
Alemania
El i8 fue lanzado en Alemania en junio de 2014, con precios que comienzan en $ 169,000 dólares. A partir de registros, contabilizamos un total de 793 unidades.
Suiza
Las entregas comenzaron en junio de 2014, y un total de 64 unidades fueron registrados en ese mismo año. Las ventas acumuladas alcanzaron 117 unidades hasta junio de 2015.
Reino Unido
Las entregas comenzaron en el Reino Unido en julio de 2014. El BMW i8 es elegible para plug-in de coches de Grant. Dos semanas después de que las entregas comenzaron, había una lista de espera de 10 meses. El BMW i8 califica para la exención de la tasa de congestión de Londres, que es uno de los factores que impulsan la demanda. A finales de febrero de 2015, había una lista de espera de 9 meses. [4] Un total de 823 unidades fueron registrados a finales de junio de 2015.

### Estados Unidos

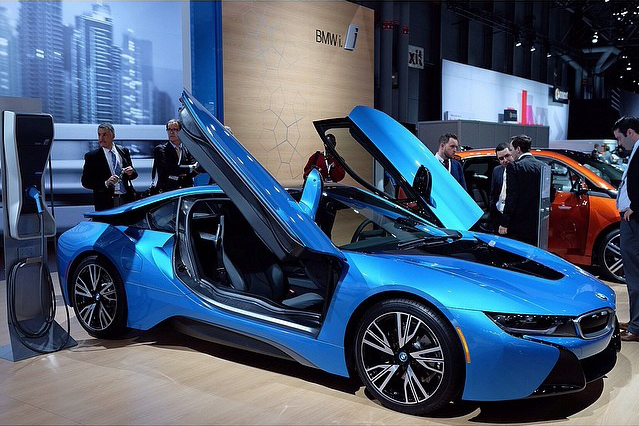
BMW i8 versión de producción exhibido en el New York International Auto Show en 2014.

El precio del BMW i8 destinado al mercado de Estados Unidos comenzó en 135 925 dólares incluido el destino y antes de los incentivos gubernamentales aplicables. Las primeras entregas a clientes minoristas en los EE. UU. se llevaron a cabo en el 2014, Pebble Beach Concours d'Elegance en 15 de agosto [2] con el fin de conmemorar el lanzamiento en América del i8, un 2014 BMW i8 concurso de elegancia edición fue subastado durante Gooding & Company anuales subastas Pebble Beach. Este coche de edición especial cuenta con pintura gris BMW Individual congelado metálico exterior, una tapicería de cuero Dalbergia Brown, molduras de BMW i en azul, y otras características únicas. El coche fue vendido por 825 000 dólares el 16 de agosto de 2014, seis veces el precio de venta del i8. Los procedimientos fueron para la fundación de Pebble Beach Company.
Sales in 2015 reached 2,265 units, up 308.1% from 2014. Cumulative sales totaled 2,820 units through December 2015.

## Premios y reconocimientos
En julio de 2012, el BMW i8 ganó el premio 2012 de América del Norte Concepto como vehículo del año. El BMW i8 Spyder ganó el premio 2013 a la mejor producción de vehículos de vista previa. El i8 ganó el AutoGuide 2015 Readers Choice como el coche verde del año.

## Mercado
Louis Vuitton produjo una serie de equipaje de carbono negro para el BMW i8, que incluía Weekender GM i8, bolsa de ropa i8, maletín i8, Weekender PM i8. La serie de equipaje salió a la venta en una selección de tiendas de Louis Vuitton en todo el mundo (Múnich, Milán, Londres, París, Moscú, Dubái, Nueva York, Los Ángeles) a partir del 1 de abril de, 2014.

## Galería

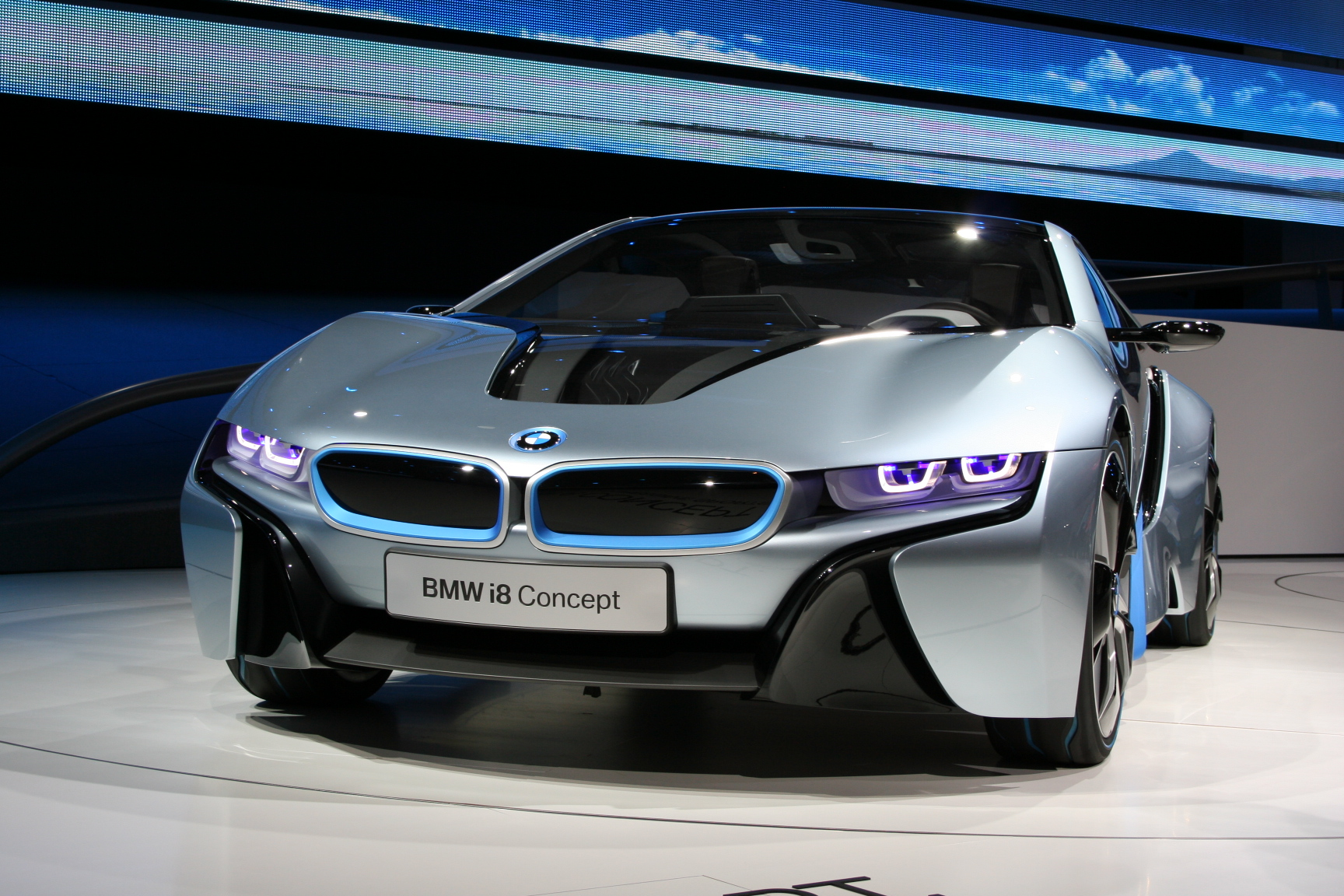
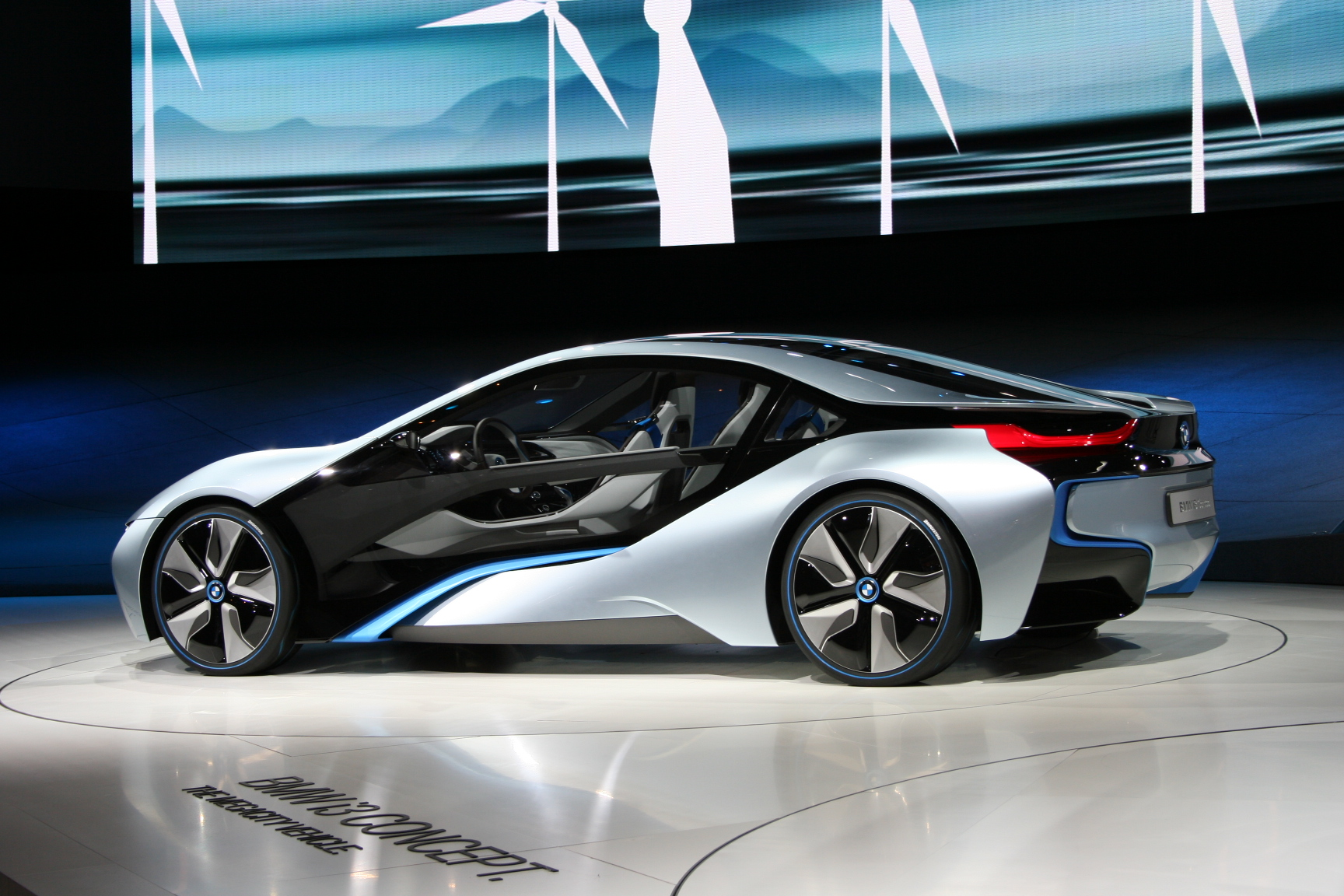
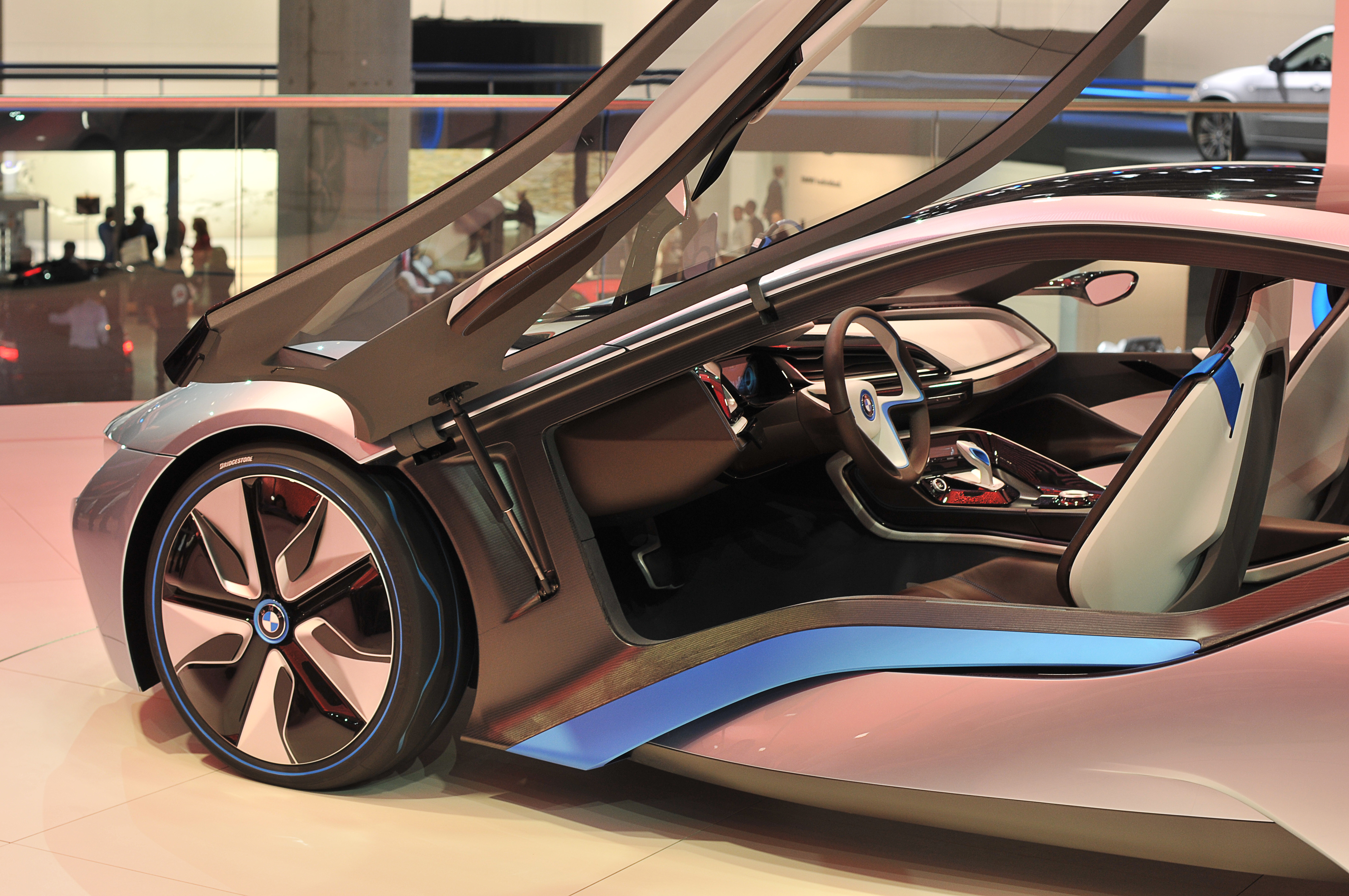
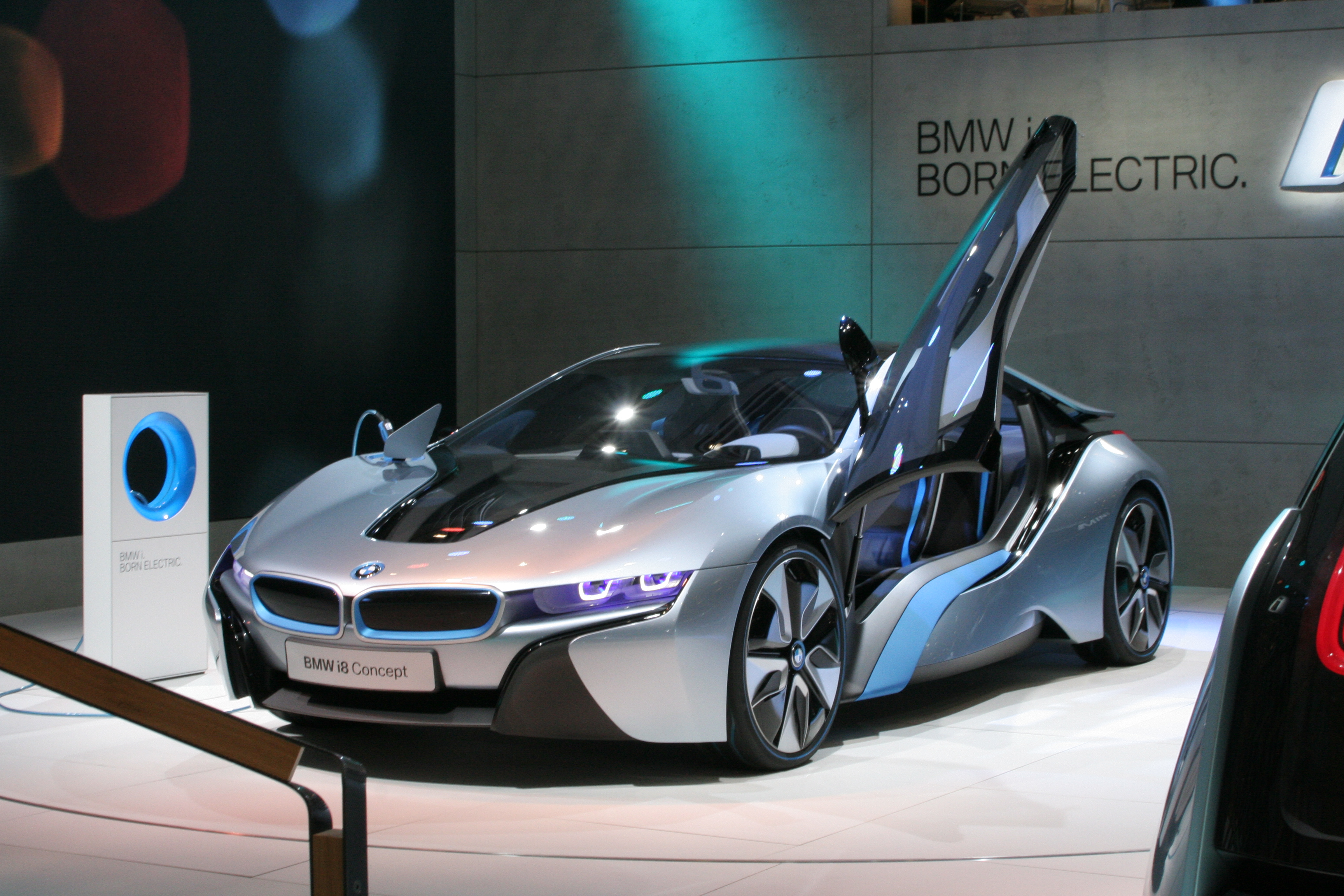
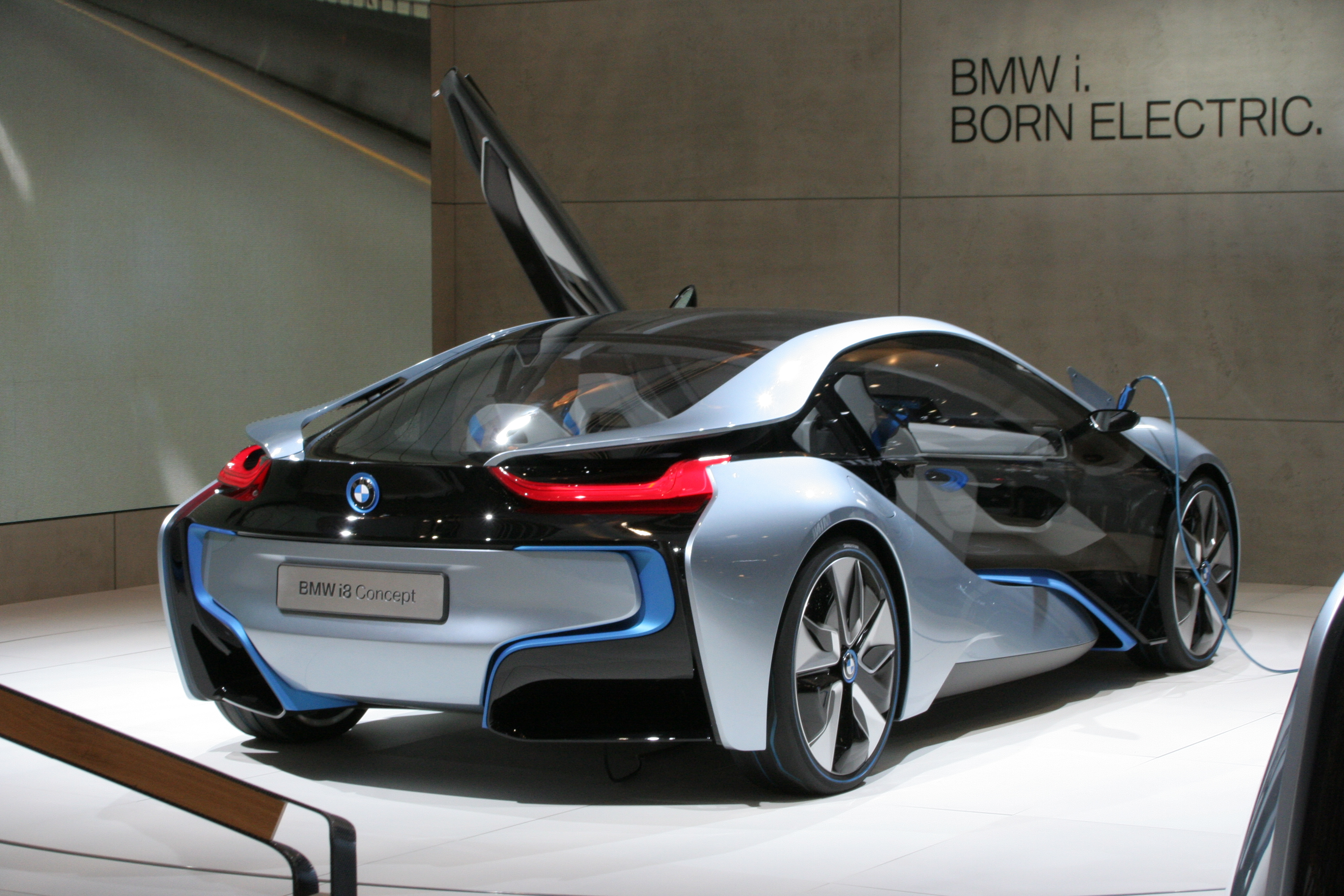
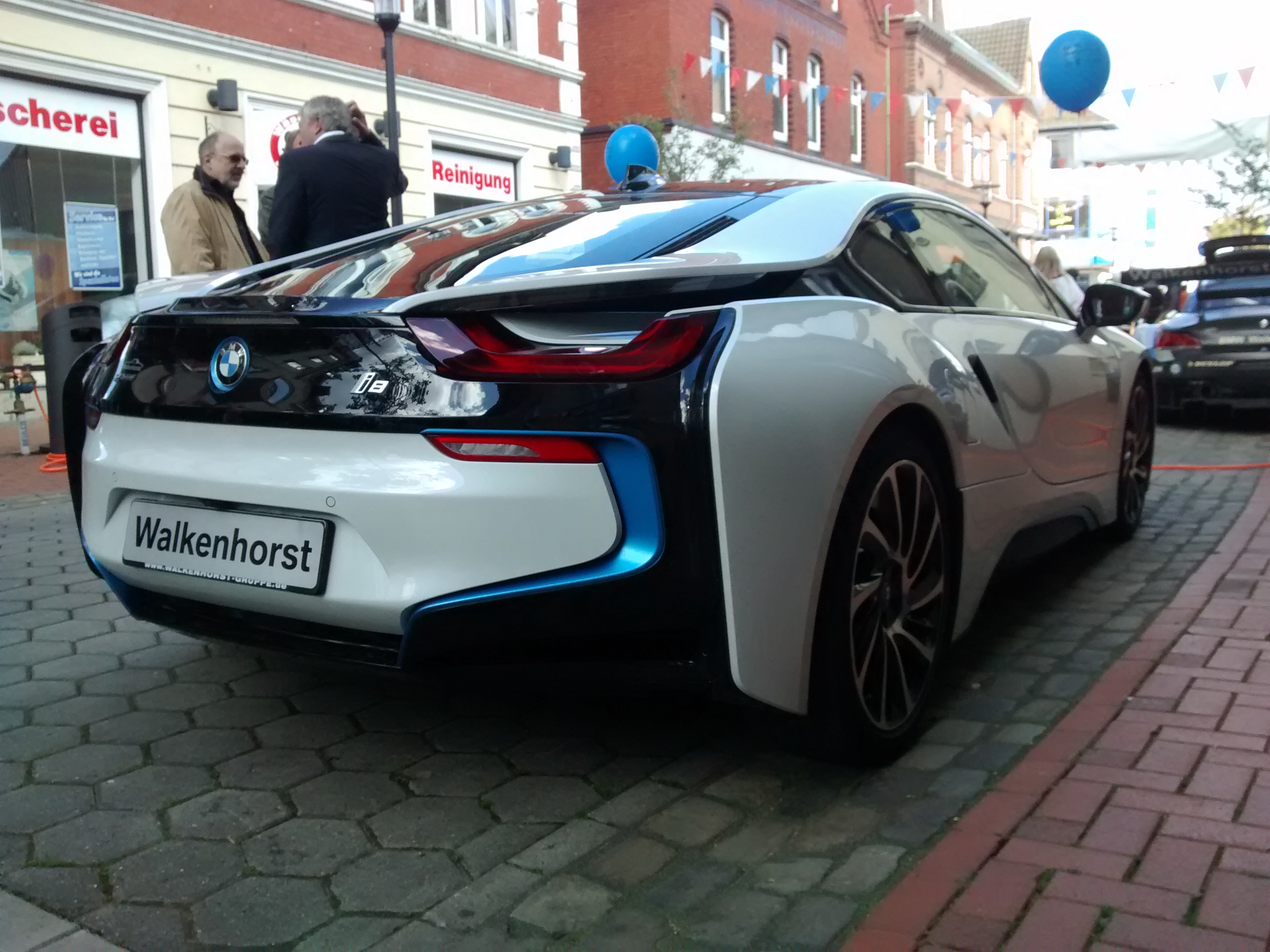
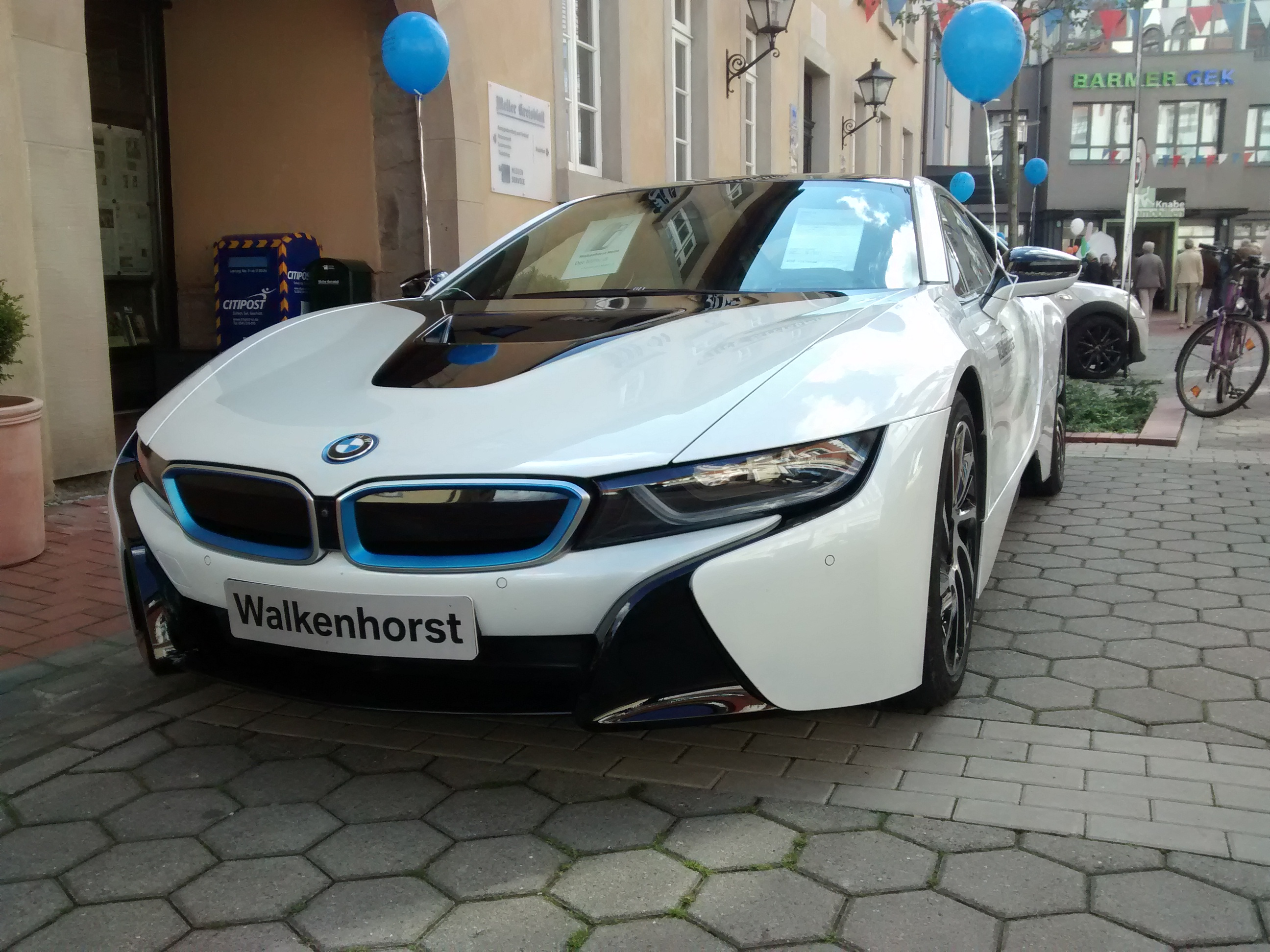
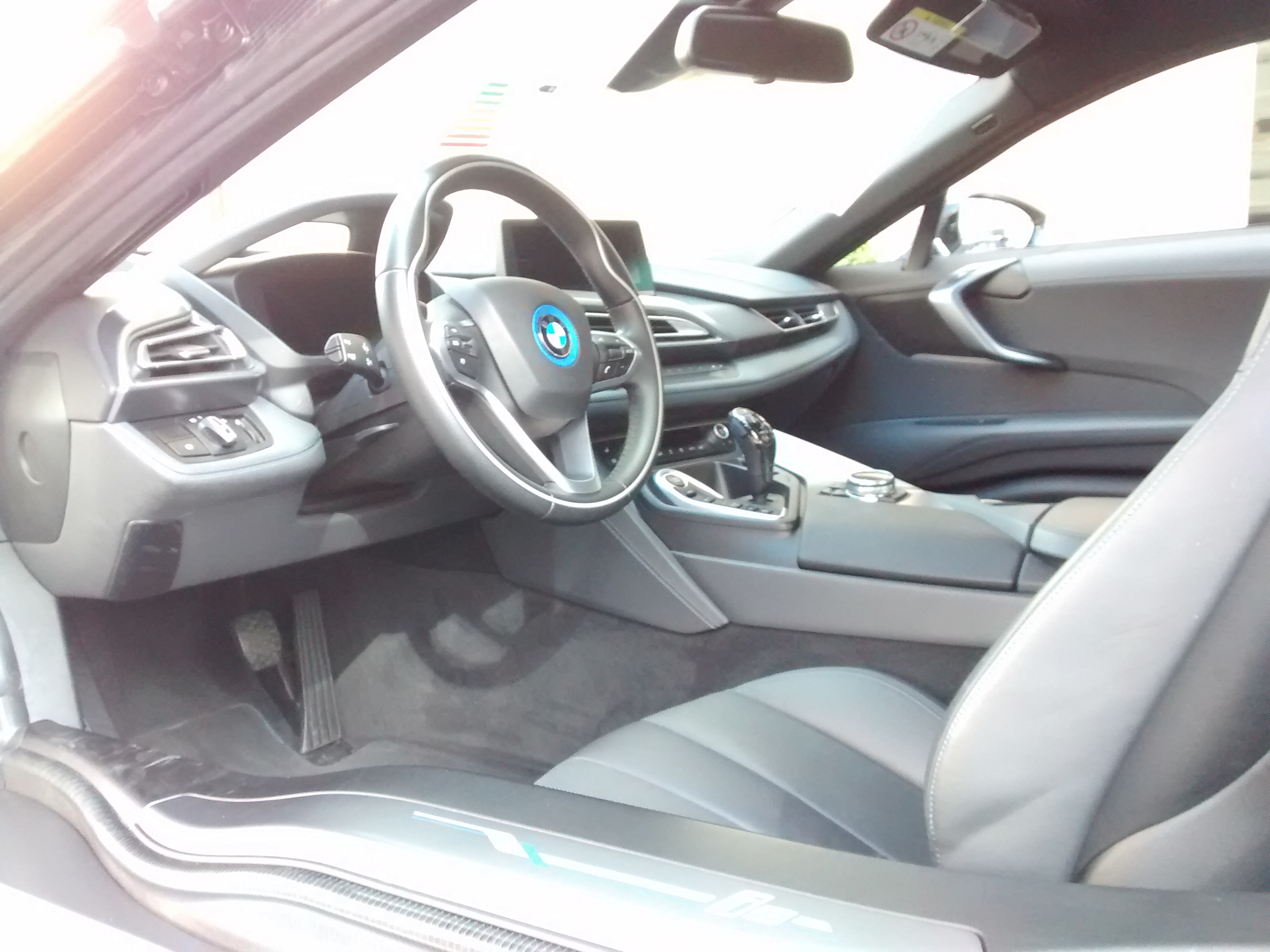
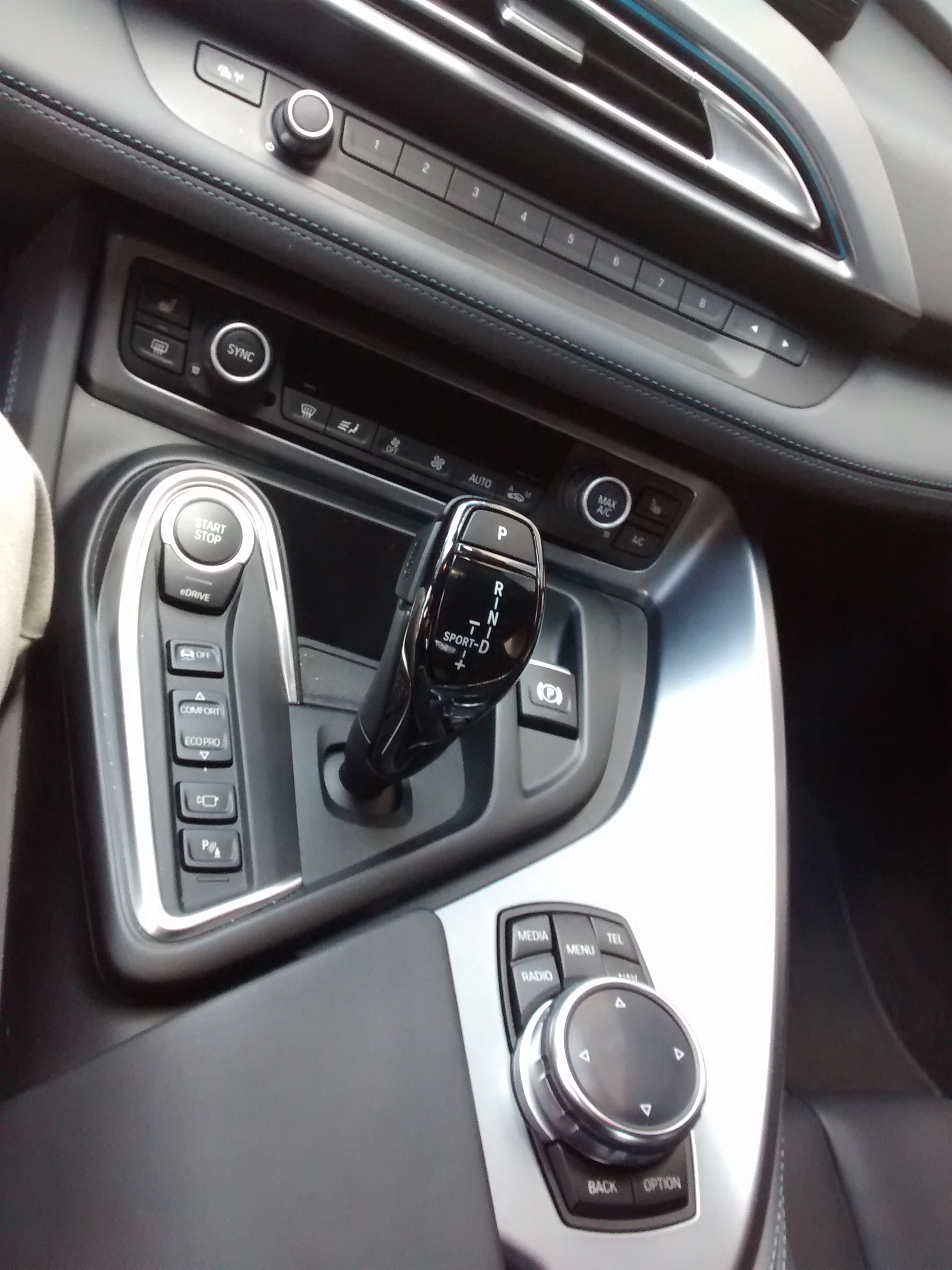